# Beetzendorf
Beetzendorf – miejscowość i gmina w Niemczech, w kraju związkowym Saksonia-Anhalt, w powiecie Altmarkkreis Salzwedel, siedziba gminy związkowej Beetzendorf-Diesdorf.